# David Diamond
David Leo Diamond (Rochester, Nova York, 9 de juliol de 1915 - Brighton, 13 de juny de 2005) fou un compositor estatunidenc de música clàssica.
Estudià en l'Institut de Música de Cleveland i a l'Eastman School of Music amb Bernard Rogers, també va rebre lliçons de Roger Sessions a Nova York i de Nadia Boulanger a París. Guanyà una sèrie de premis, incloent-hi tres beques Guggenheim, i és considerat un dels compositors més prominents d'Amèrica de la seva generació.
Moltes de les seves obres més modestes són tonals o modals. Les seves primeres composicions són típicament triàdiques, sovint amb harmonies àmpliament espaiades, donant-los un to distintivament americà, però algunes de les seves obres són conscientment en l'estil francès. Més tard, el seu estil es convertí en més cromàtic.
La peça més popular de Diamond és Rounds (1944) per a orquestra de cordes. Entre les seves altres obres són 11 simfonies (l'última, del (1944); entre elles, tres concerts per a violí, 11 quartets per corda, música per a conjunts de vent, música de cambra, peces per a piano i música vocal. També compongué el tema musical escoltat en la CBS Radio Red del programa Hear it now (1950-51), i el seu successor TV, See it now (1951-58).
Fou molt de temps membre de la facultat Juilliard School. Diamond també va ser nomenat compositor d'honor en la residència de la Simfònica de Seattle. Va tenir alumnes notables, com James Sellars, Daron Hagen, Adolphus Hailstork, Anthony Iannaccone, Alasdair Mac Lean, Francis Thorne, Eric Whitacre, Lowell Liebermann i Kenneth Fuchs.
Diamond s'acredità amb l'assessorament de Glenn Gould en la seva carrera mitjançant el seu treball i, en particular, en el Quartet de Cordes op. 1.
Era parent llunyà de la família Lucchese, (Stanley Diamond).
Diamond fou oficialment homosexual, abans que aquest fet fos socialment acceptat, i hom creu que la seva carrera es va veure fortament frenada per l'homofòbia i l'antisemitisme.
Diamond morí en la seva llar de Brighton al patir una insuficiència cardíaca.